# Bazylika św. Małgorzaty w Düsseldorfie
Bazylika św. Małgorzaty (niem. Basilika Sankt Margareta) – rzymskokatolicka świątynia parafialna znajdująca się w niemieckim mieście Düsseldorf, w dzielnicy Gerresheim. Dawna kolegiata, od 1982 bazylika mniejsza.

## Historia
Pierwsza wzmianka o żeńskiej kapitule w Gerresheimie pochodzi z roku 870. Patronem kompleksu był wówczas św. Hipolit. Budowę kolegiaty rozpoczęto ok. 1220 roku, a konsekrowano ją prawdopodobnie w roku 1236. W 1319 roku Arnold von Eller podarował świątyni relikwie Krwi Chrystusa. Kapituła posiadała liczne dochody i spory majątek aż do XV wieku. W 1568 miejscowość została zniszczona przez pożar. Do XVIII wieku kościół służył jedynie kanoniczkom, a siedzibą parafii była niewielka świątynia na południe od kompleksu. Od 1790 roku w kolegiacie odprawiano msze dla mieszkańców Gerresheimu. W 1803 wydano dekret o kasacie kapituły, którą ostatecznie rozwiązano trzy lata później. W 1810 dawna kolegiata została siedzibą parafii, poprzedni kościół parafialny rozebrano w roku 1892. Kościół w XIX i XX wieku poddano licznym renowacjom.  9 sierpnia 1953 do świątyni powróciły relikwie dawnego patrona, św. Hipolita. 14 września 1982 papież Jan Paweł II wyniósł ją do godności bazyliki mniejszej.

## Architektura i wyposażenie
Świątynia późnoromańska, trójnawowa, o układzie bazylikowym. Posiada transept, nad skrzyżowaniem naw wznosi się ośmioboczna, dwukondygnacyjna wieża. Przykryta sklepieniami żebrowymi. Za ołtarzem wisi krucyfiks z 970 roku, o wymiarach 2,1 na 1,8 metra, jedno z nielicznych zachowanych dzieł romańskich w Nadrenii. Wnętrze zdobi również relikwiarz św. Hipolita z lat 50. XX wieku autorstwa Heina Wimmera, ustawiony na konsekrowanym 7 czerwca 1959 ołtarzu. Relikwie Krwi Chrystusa przechowywane są w gotyckiej monstrancji z 1420 roku. Sklepienie zdobi XIII-wieczny fresk przedstawiający Trójcę Świętą. Okna są wypełnione witrażami z lat 1959–1964, wykonanymi przez Hermanna Gottfrieda, ze scenami: Ostatniej Wieczerzy, Apokalipsy św. Jana i mszy świętej oraz wizerunkami Chrystusa Cierpiącego i świętych: Małgorzaty, Katarzyny, Hipolita, Gertrudy, Cecylii, Henryka, Sebastiana, Bonifacego, Archaniołów i bł. Gerricha. Organy wykonano w warsztacie Rieger Orgelbau, ich inauguracja miała miejsce 28 listopada 1982.

## Galeria

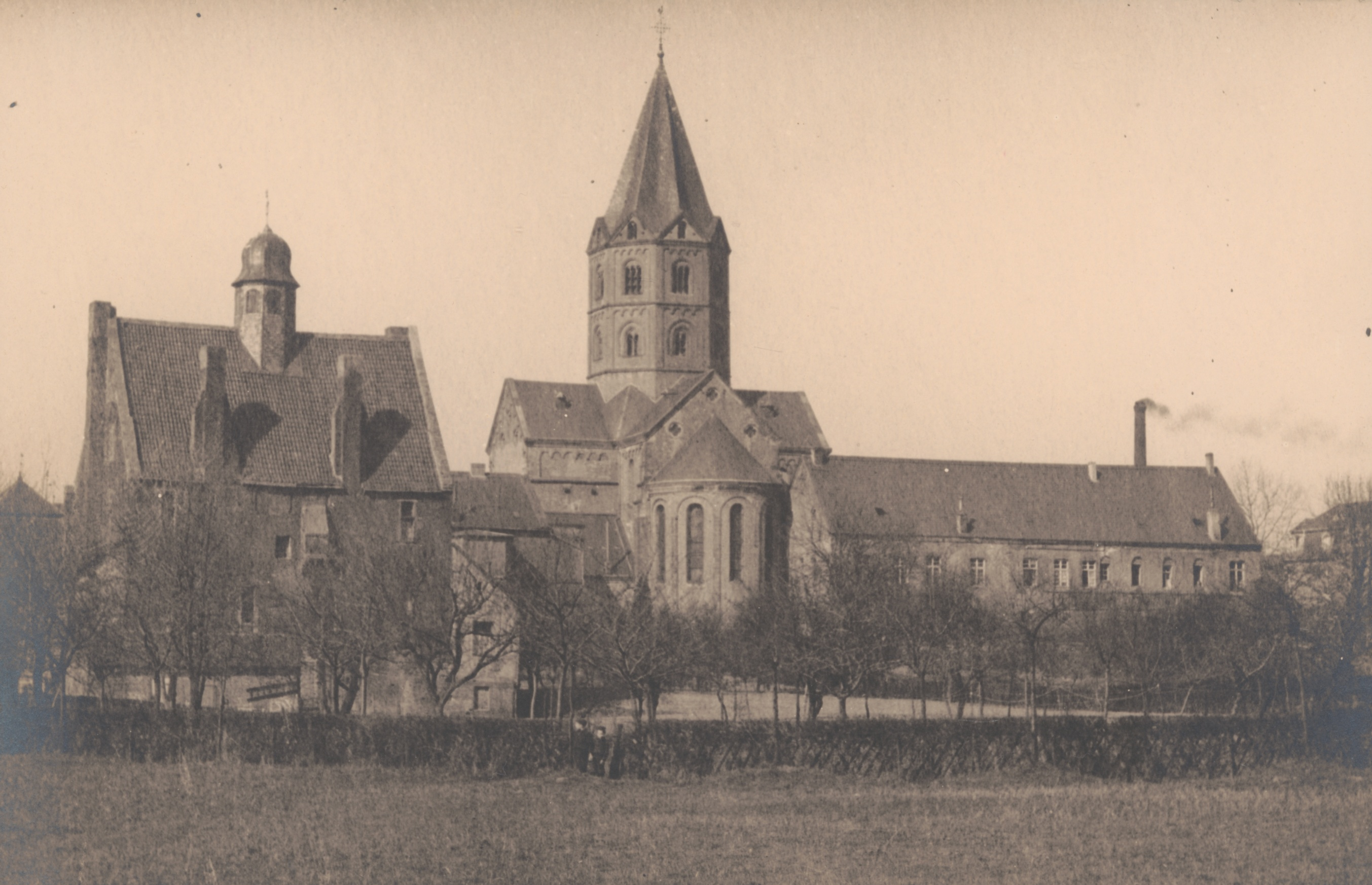
Widok w 1911
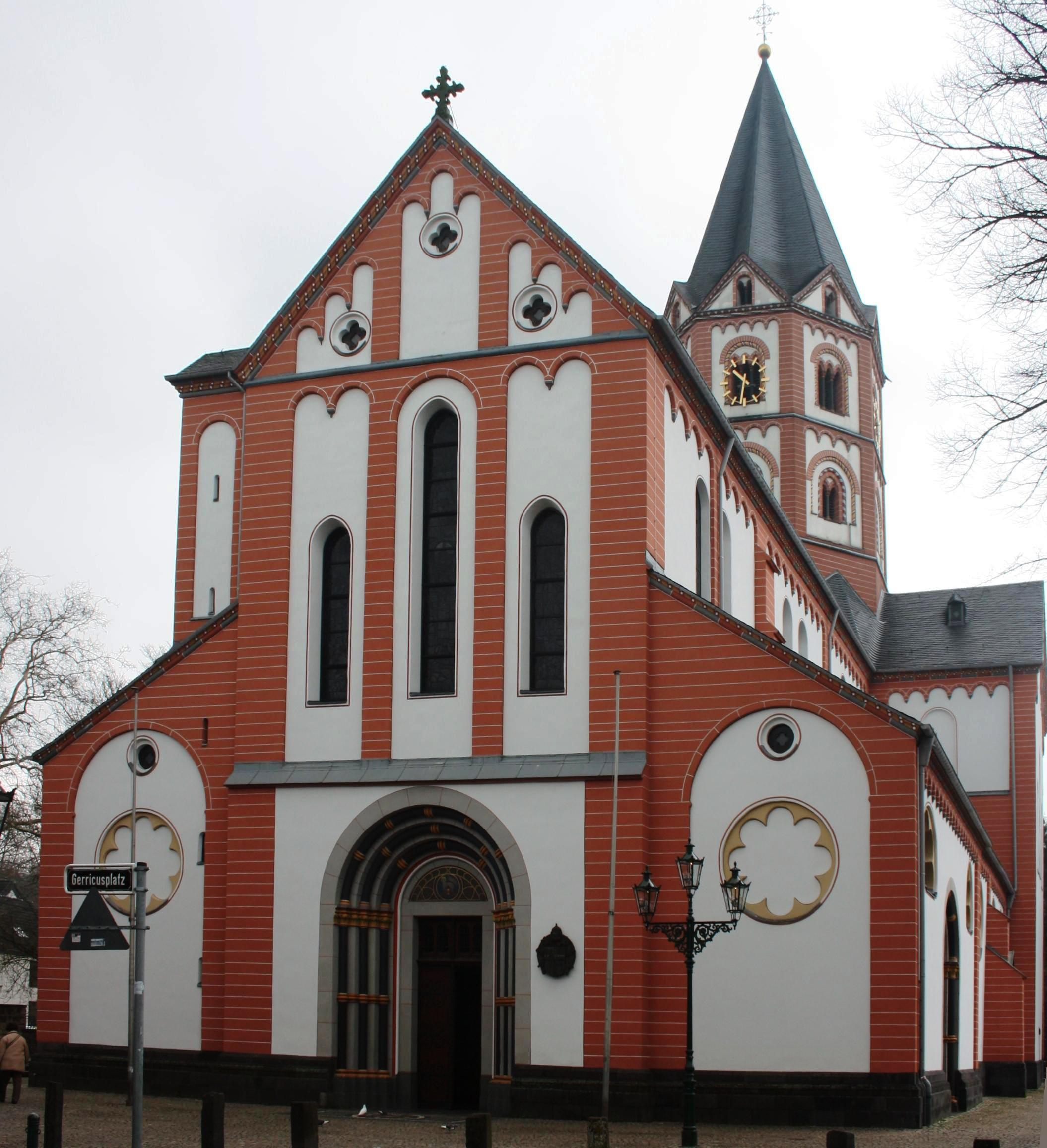
Fasada
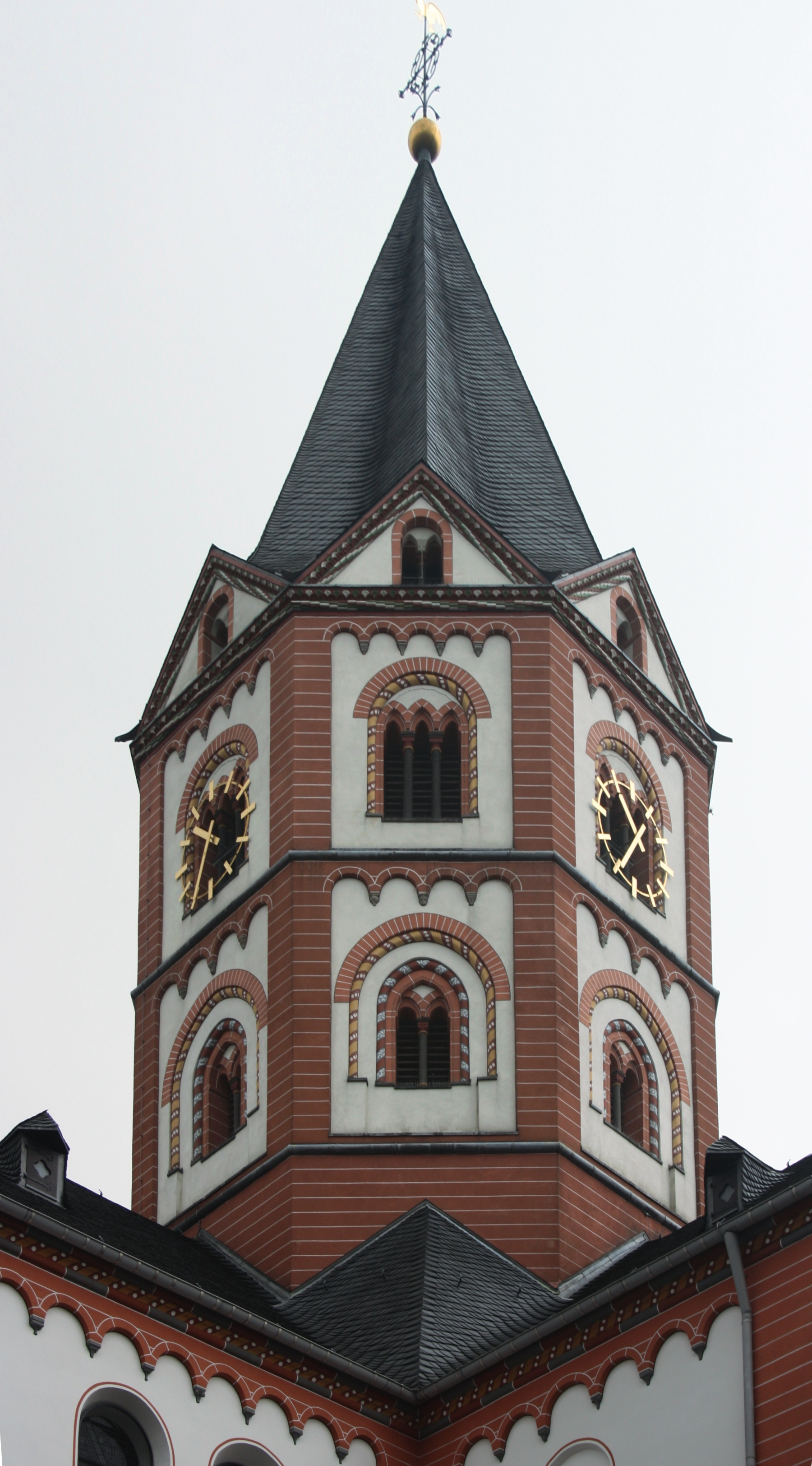
Wieża
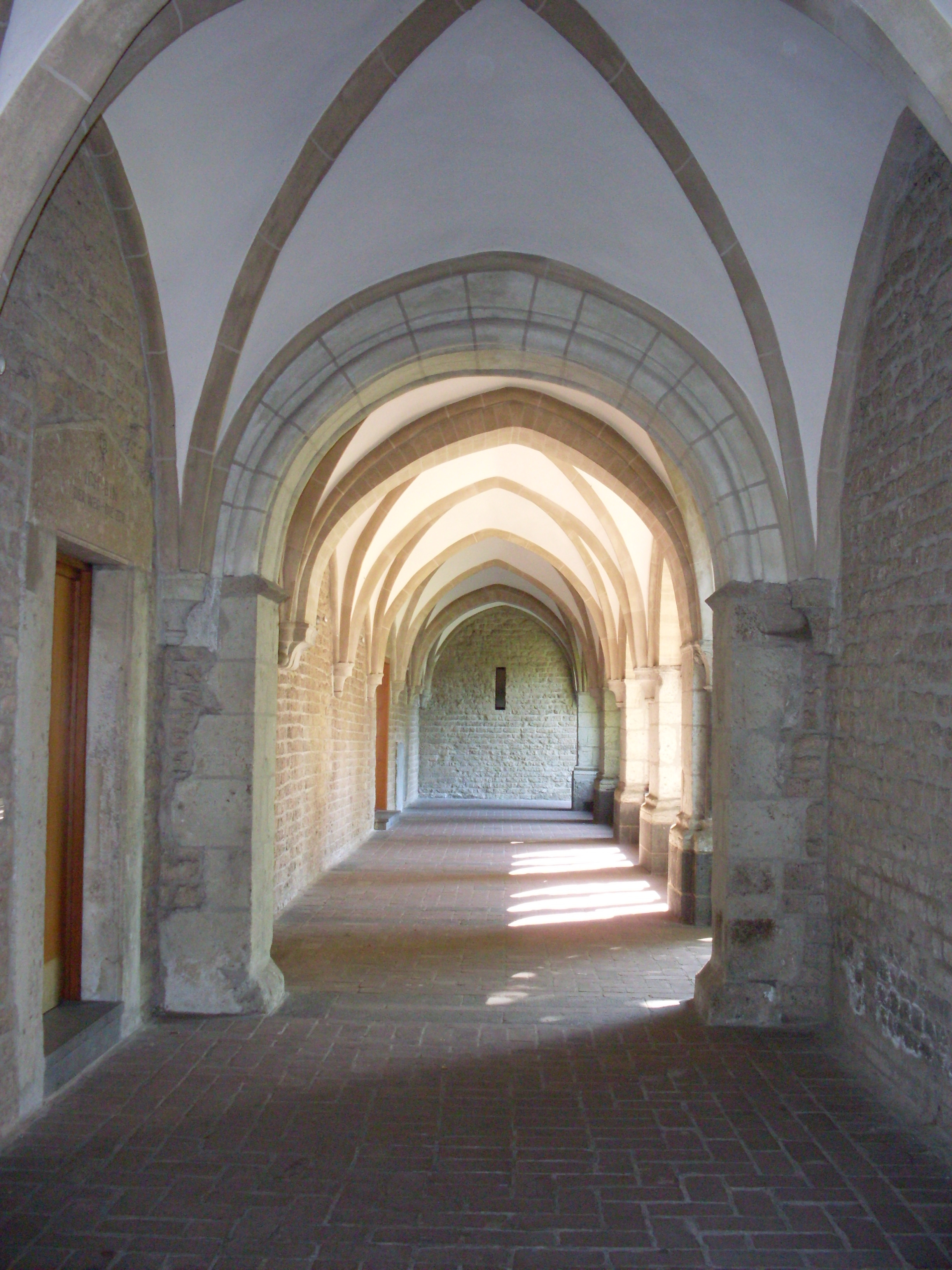
Krużganek
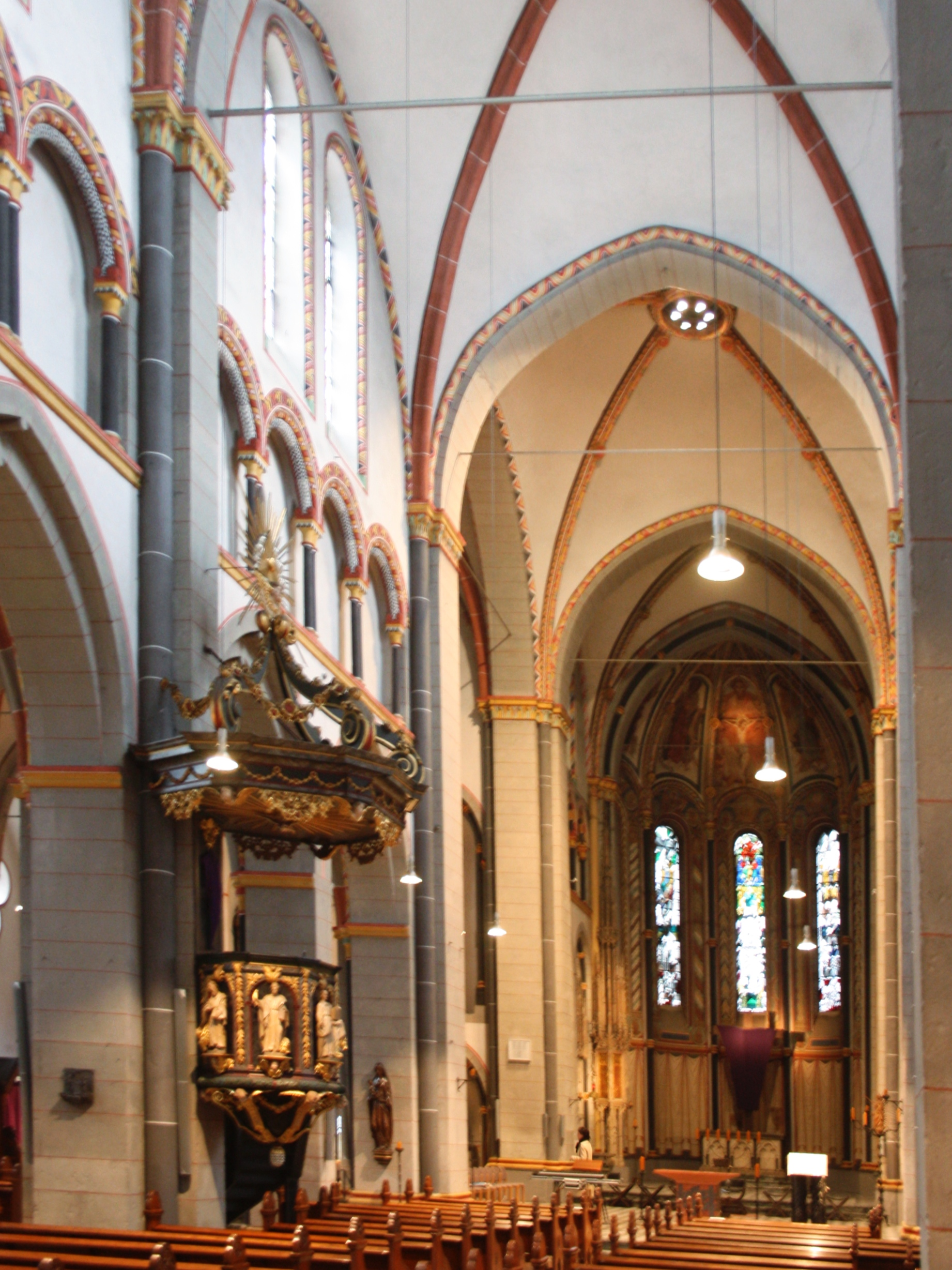
Nawa główna
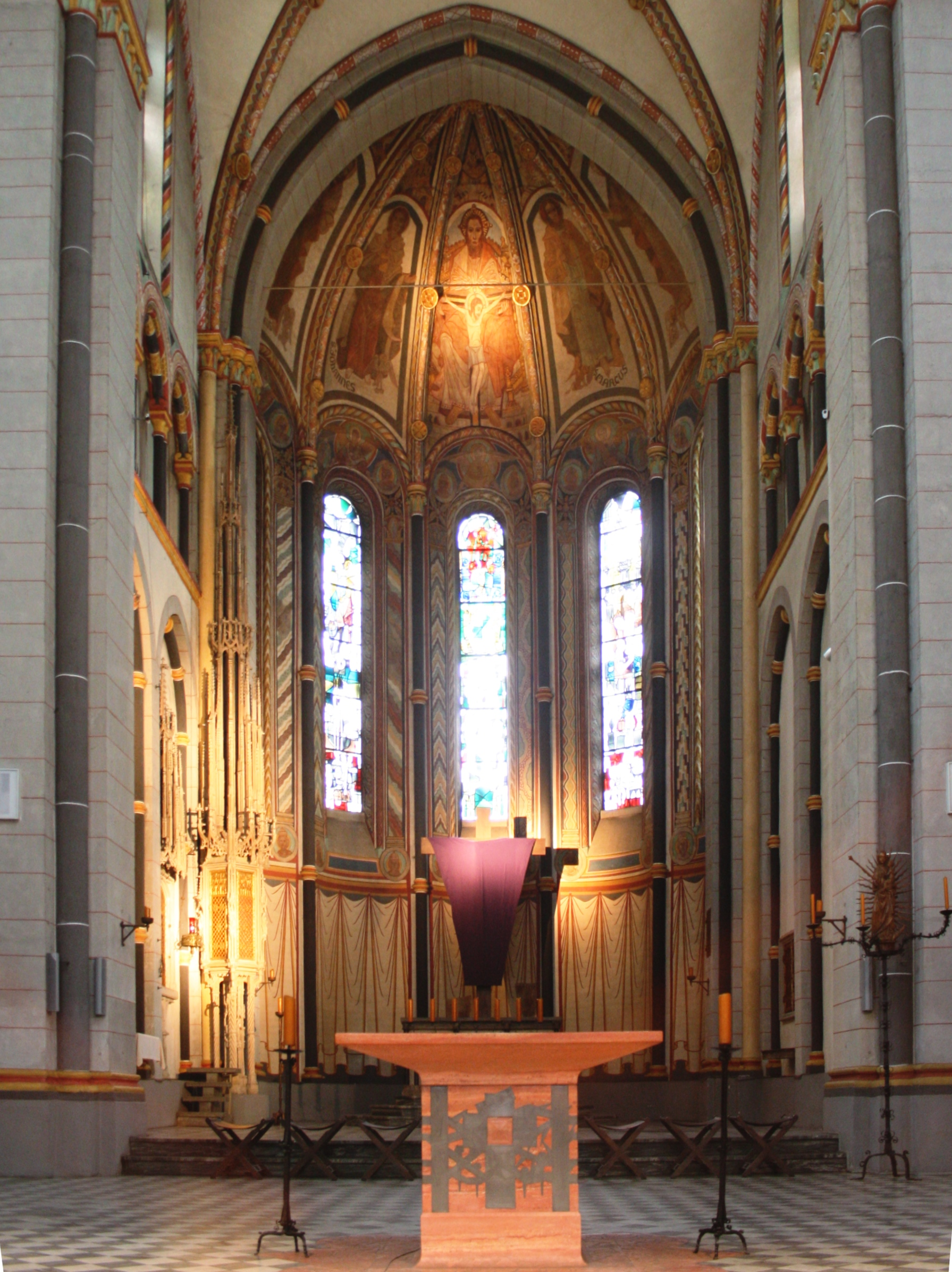
Prezbiterium
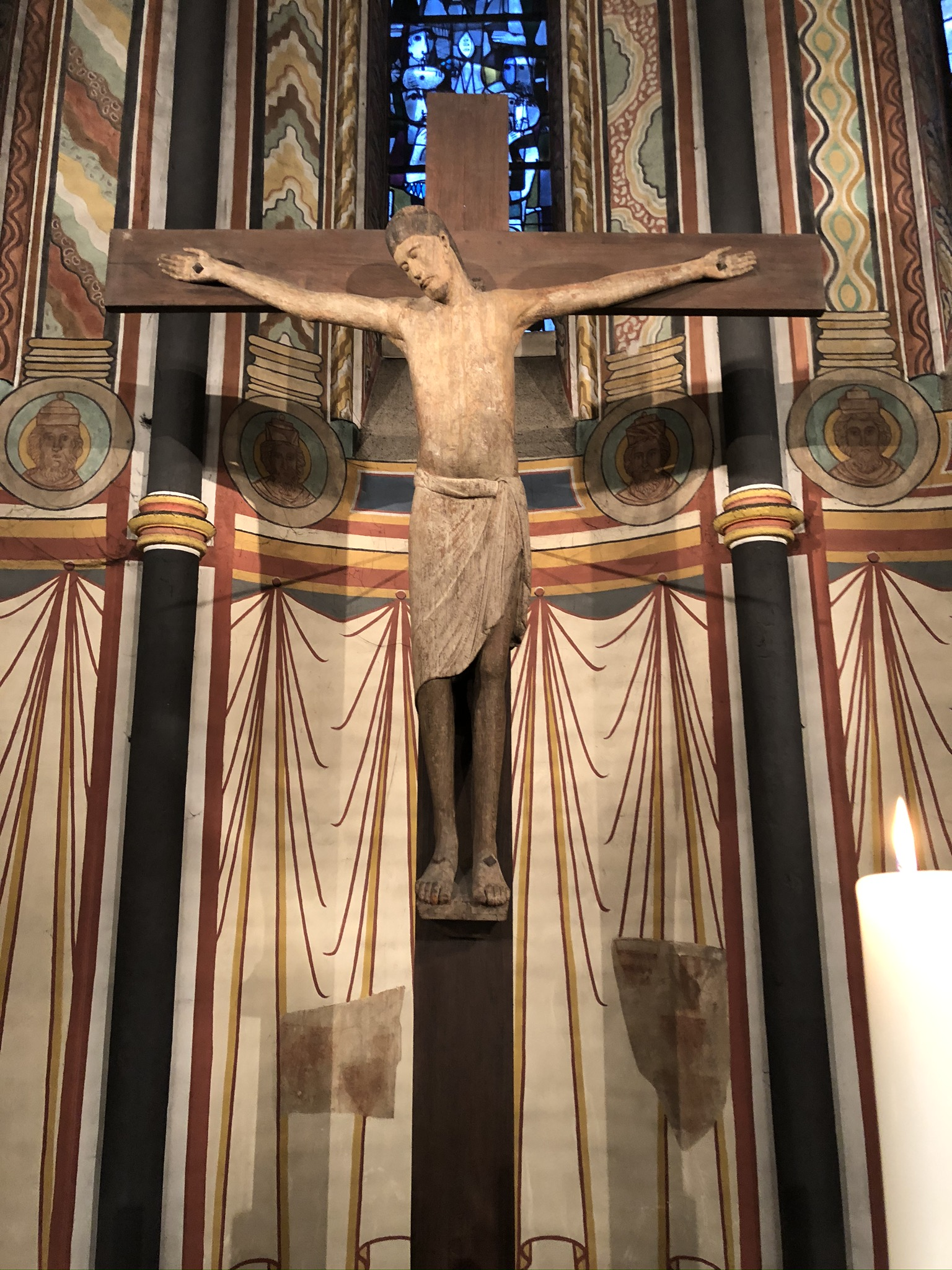
Romański krucyfiks
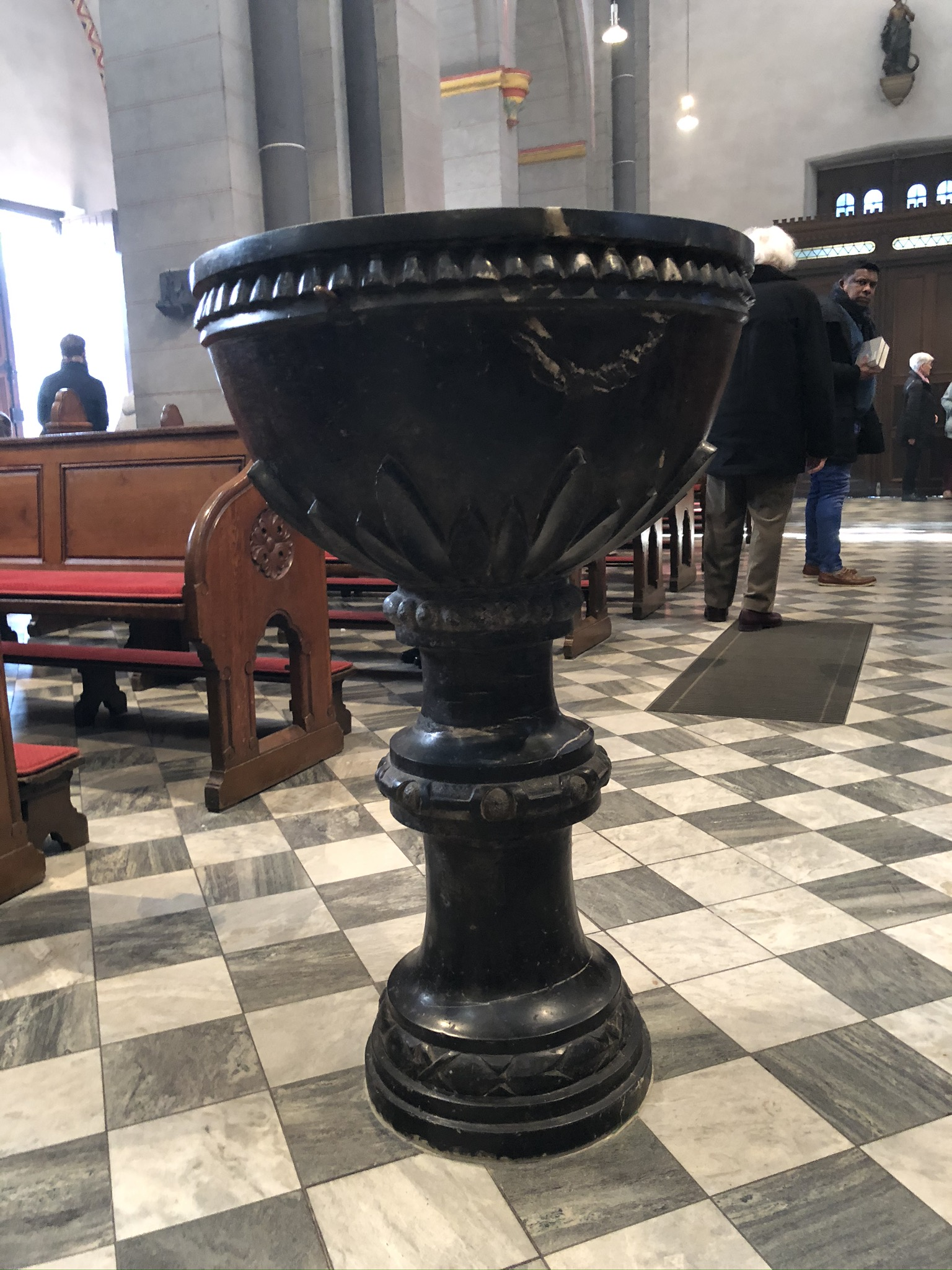
Chrzcielnica